# Partido de Hurlingham
Partido de Hurlingham är en kommun i Argentina.   Den ligger i provinsen Buenos Aires, i den centrala delen av landet, 23 km väster om huvudstaden Buenos Aires. Antalet invånare är 176 505. Arean är 36 kvadratkilometer.
Terrängen i Partido de Hurlingham är mycket platt.
Runt Partido de Hurlingham är det i huvudsak tätbebyggt. Runt Partido de Hurlingham är det mycket tätbefolkat, med 5 206 invånare per kvadratkilometer.